# ژرفاب (فیلم ۲۰۲۴)
ژرفآب (به انگلیسی: Deep Water) یک فیلم ترسناک در سبک ژانر فاجعه آماده اکران به کارگردانی رنی هارلین، نویسندگی پیت بریجز با بازی آرون اکهارت و بن کینگزلی است.

## داستان
گروهی از مسافران بین‌المللی در مسیر لس آنجلس به شانگهای مجبور به فرود اضطراری در آب‌های آلوده به کوسه می‌شوند. اکنون آنها باید با هم همکاری کنند تا بتوانند بر دیوانگی کوسه‌هایی که به سمتشان کشیده شده‌اند غلبه کنند.